# Milton Brandão
Milton Brandão är en kommun i Brasilien.   Den ligger i delstaten Piauí, i den östra delen av landet, 1 400 km nordost om huvudstaden Brasília. Antalet invånare är 6 770.
Omgivningarna runt Milton Brandão är huvudsakligen savann. Runt Milton Brandão är det mycket glesbefolkat, med 5 invånare per kvadratkilometer.